# Пауль Ніпков
Па́уль Ю́ліус Го́тліб Ні́пков (нім. Paul Julius Gottlieb Nipkow; 22 серпня 1860, Лауенбург — 24 серпня 1940, Берлін) — німецький технік та винахідник. Винайдений ним механічний пристрій, що отримав назву «диск Ніпкова», послужив основою для появи механічного телебачення у 1920-тих роках.

## Навчання
Ще будучи гімназистом у Нойштадті в Західній Пруссії (нині Вейгерово, Польща) Ніпков експериментував з телефонією і передачею рухомих картинок. Після завершення школи він подався до Берліна для продовження освіти. Він вивчав фізіологічну оптику у Германа фон Гельмгольца, а потім опановував електрофізику у Адольфа Слабі (нім. Adolf Karl Heinrich Slaby).

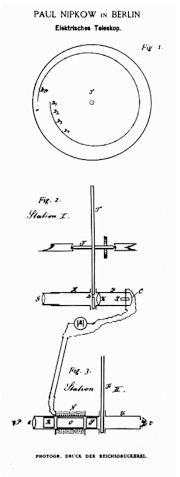
Диск Ніпкова з опису до патенту від 1885

## Диск Ніпкова
Ще у студентські роки він винайшов механічний пристрій для сканування зображень (диск Ніпкова). До ідеї використання диска з отворами, розташованими по спіралі для розділення зображення на окремі елементи він прийшов сидячи дома у самотності на святвечір 1883 року, роздивляючись масляну лампу. Слід зазначити, що ще у 1840 році шотландський винахідник Александр Бейн (англ. Alexander Bain; 1811—1877) передавав зображення телеграфом, Ніпков лише суттєво спростив процес кодування й декодування зображення.
Він подав заявку на патент на винахід електричного телескопа для відтворення об'єктів, що світяться в імперське патентне бюро в Берліні. 15 січня 1885 року заявка була задоволена. Невідомо, чи намагався Ніпков створити пристрій, що використовував би такий диск. Патент був відкликаний через 15 років через відсутність інтересу до винаходу. Ніпков отримав посаду конструктора в інституті Берліна і тема передавання зображень його більше не цікавила.

## Перші телевізійні системи

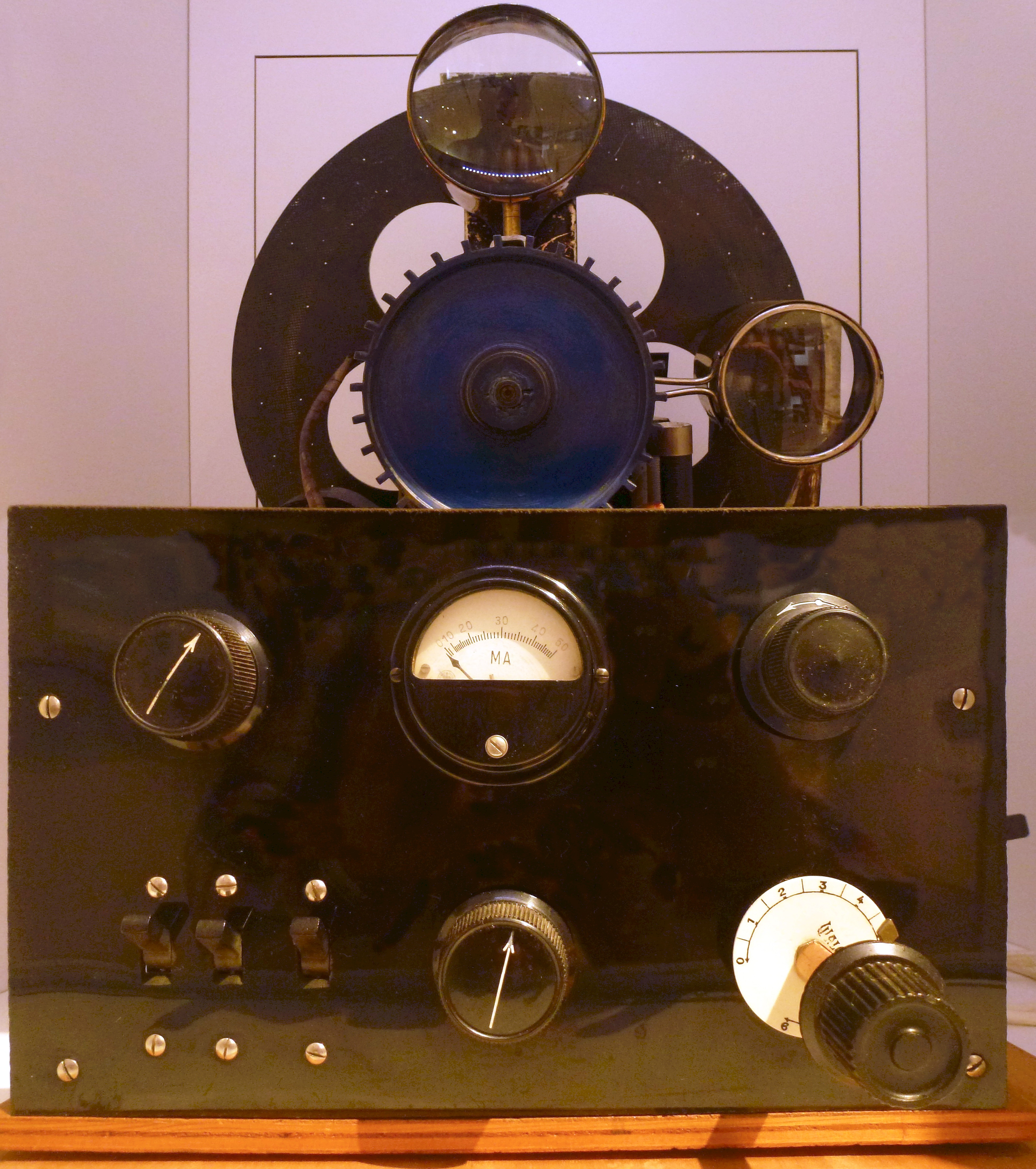
Телевізійний приймач з диском Ніпкова у Стокгольмському технічному музеї

У перших телевізійних системах, які були оптико-механічними, широко використовувався диск Ніпкова. Зокрема у 1924 році Джон Берд у результаті численних експериментів використав винахід у конструкції першого прототипу телевізійного приймача. Уже в 1928 році Ніпков зміг побачити телевізор на базі дисків його конструкції.
Але у 1930-х роках електронне телебачення, що ґрунтувалось на розробках Філо Фарнсуорта та іконоскопі, створеному Володимиром Зворикіним, повністю витіснило механічне телебачення.

## «Телевізійна станція Paul Nipkow»
Лідери Третього Рейху використали у пропагандистських цілях ідею про телебачення як про німецький винахід. З цієї причини першу громадську телевізійну станцію, створену в 1935 році було названо на честь Ніпкова (нім. Fernsehsender Paul Nipkow). Сам Ніпков став почесним президентом «телевізійної ради».

## Смерть
Ніпков помер у самотності в Берліні у 1940 році.